# Jano Willems
Jano Willems (15 januari 2004) is een Belgisch voetballer die onder contract ligt bij Club Brugge.

## Clubcarrière
Willems genoot zijn jeugdopleiding bij Club Brugge. In april 2022 ondertekende hij er zijn eerste profcontract, dat hem tot 2024 aan de club verbond. Op 27 januari 2023 maakte hij zijn profdebuut in het shirt van Club NXT, het beloftenelftal van Club Brugge in Eerste klasse B: in de competitiewedstrijd tegen KMSK Deinze (2-1-verlies) liet trainer Nicky Hayen hem in de 85e minuut invallen voor Romeo Vermant. Op de slotspeeldag van de reguliere competitie kreeg hij tegen SL 16 FC zijn eerste basisplaats. Op 3 maart 2023 opende hij zijn doelpuntenrekening in Eerste klasse B: op de tweede speeldag van de promotie-playoffs scoorde hij het tweede Brugse doelpunt in de 1-2-zege tegen RSCA Futures.

## Clubstatistieken
| Seizoen         | Club            | Land            | Competitie      | Competitie | Competitie | Beker | Beker | Supercup | Supercup | Europees | Europees | Totaal | Totaal |
| Seizoen         | Club            | Land            | Competitie      | Wed.       | Dlp.       | Wed.  | Dlp.  | Wed.     | Dlp.     | Wed.     | Dlp.     | Wed.   | Dlp.   |
| --------------- | --------------- | --------------- | --------------- | ---------- | ---------- | ----- | ----- | -------- | -------- | -------- | -------- | ------ | ------ |
| 2022/23         | Club NXT        | Vlag van België | Eerste klasse B | 12         | 1          | —     | —     | —        | —        | —        | —        | 12     | 1      |
| 2023/24         | Club NXT        | Vlag van België | Eerste klasse B | 11         | 0          | —     | —     | —        | —        | —        | —        | 11     | 0      |
| Carrière totaal | Carrière totaal | Carrière totaal | Carrière totaal | 23         | 1          | 0     | 0     | 0        | 0        | 0        | 0        | 23     | 1      |

Bijgewerkt op 5 maart 2023.
2 Romero ·
4 Ordóñez ·
8 Tzolis ·
9 Jutglà ·
10 Vetlesen ·
14 Meijer ·
15 Onyedika ·
16 Van den Heuvel ·
17 Vermant ·
19 Nilsson ·
20 Vanaken  · 
21 Skóraś ·
22 Mignolet ·
24 Osuji ·
27 Nielsen ·
29 Jackers ·
30 Jashari ·
41 Siquet ·
44 Mechele ·
55 De Cuyper ·
58 Spileers ·
64 Sabbe ·
65 Seys ·
66 Yameogo ·
67 Et Taïbi ·
68 Talbi ·
71 De Corte ·
84 Campbell ·
87 Furo ·
Coach: Hayen
Assistent-coach: Jonckheere